# The Heart Wants What It Wants
The Heart Wants What It Wants ist ein Lied der US-amerikanischen Sängerin und Schauspielerin Selena Gomez. Es ist die erste Singleauskopplung aus dem am 24. November 2014 erschienenen Greatest-Hits-Album For You.

## Entstehung und Veröffentlichung
The Heart Wants What It Wants wurde schon am Anfang des Jahres 2014 aufgenommen. Februar 2014 postete Gomez ein Bild aus dem Video von The Heart Wants What It Wants, mit dem Titel "...Secret project". Später gab der amerikanische Radiomoderator Ryan Seacrest bekannt, das Lied und das dazugehörige Video schon gehört beziehungsweise gesehen zu haben. Dazu sagte er: „Die Leute werden sicher wieder darüber diskutieren, ob das Video über ihre Beziehung mit Justin Bieber sei oder nicht, das ist sicher [...]. Ich habe es gesehen, habe zu ihr geschaut und habe mir dabei den Text angehört und meinte einfach nur, dieses Lied wird etwas sein, worüber sich Leute unterhalten und wundern werden!“
The Heart Wants What It Wants wurde von Selena Gomez, vom Produzententeam Antonina Armato und Tim James, welche unter dem Pseudonym Rock Mafia bekannt sind, und dem deutschen Songwriter und Musikproduzenten David Jost, geschrieben und produziert. Rock Mafia sind für ihre Zusammenarbeit mit Selena Gomez bekannt und produzierten unter anderem die Lieder Naturally, Love You Like a Love Song, My Dilemma und Stars Dance.
Das Lied wurde am 6. November 2014 veröffentlicht.
Bei einem Interview im amerikanischen Radiosender "102.7 KIIS FM" mit Ryan Seacrest sagte Gomez folgendes zu ihrem Lied:
„Dieser Song ist für mich ein Schritt dafür, wo nun alles gesagt werden muss, was ich sagen wollte und dafür, was gesagt werden muss, wenn die Zeit dafür reif ist. […] Und ich denke nach diesem Jahr ist dies der perfekte Weg das Jahr zu beenden, sowie ein gelungener Weg ein bestimmtes Kapitel abzuschließen. Dieser Song beinhaltet alles, was ich über gewisse Leute sagen wollte, die über all meine Entscheidungen richteten. Außerdem ist dieser Song für all die Herzen, welche verurteilt wurden, für das was sie getan haben.“

## Liveauftritte
Am 25. November 2014 fand der erste Liveauftritt mit The Heart Wants What It Wants bei den American Music Awards 2014 statt. Im Anschluss wurde auf Vevo ein Video des Auftritts veröffentlicht, das aktuell rund 12,5 Millionen Aufrufe zählt (Stand: 7. Januar 2015).

## Musikvideo
Das Musikvideo zu "The Heart Wants What It Wants" wurde schon Anfang 2014 gedreht. Regie führte bei dem komplett in schwarz-weiß gehaltenen Video Dawn Shadforth. Seine Premiere hatte das Video am 6. November 2014 auf VEVO. In weniger als 12 Stunden hatte das Video über 5 Millionen und in 24 Stunden über 9 Millionen Aufrufe.
Seit seiner Veröffentlichung hat es mehr als 480 Millionen Aufrufe (Stand: Mai 2017).

## Rezeption

### Preise
| Jahr | Preis                    | Kategorie               | Lied                          | Resultat |
| ---- | ------------------------ | ----------------------- | ----------------------------- | -------- |
| 2014 | Vevo Certified           | 100.000.000 Aufrufe     | The Heart Wants What It Wants | Gewonnen |
| 2014 | RyanSeacrest.com         | Song of the Year 2014   | The Heart Wants What It Wants | Gewonnen |
| 2015 | Radio Disney Music Award | Bester Schlussmach-Song | The Heart Wants What It Wants | Gewonnen |

### Rezensionen
Lucas Villa von AXS.com verglich den Song positiv mit denen von Lana Del Rey. Er lobte Gomez für die "Hip-Hop Beats" und den dunklen Charme des Textes. Im Anschluss bezeichnete er den Titel als "herzzerreißende" Offenbarung aus Selena Gomez’ fünf Jahre altem Liederbuch. Er sagte, dass The Heart Wants What It Wants wunderschön und zugleich verletzlich ehrlich sei.

## Kommerzieller Erfolg

### Chartplatzierungen
In den US-amerikanischen billboard Hot 100 schaffte es The Heart Wants What It Wants bis auf Platz sechs und wurde nach Come & Get It Gomez’ zweiter Top-10-Hit.
| ChartsChartplatzierungen       | Höchstplatzierung | Wochen |
| ------------------------------ | ----------------- | ------ |
| Deutschland (GfK)              | 53 (3 Wo.)        | 3      |
| Österreich (Ö3)                | 48 (1 Wo.)        | 1      |
| Schweiz (IFPI)                 | 52 (5 Wo.)        | 5      |
| Vereinigte Staaten (Billboard) | 6 (20 Wo.)        | 20     |
| Vereinigtes Königreich (OCC)   | 30 (3 Wo.)        | 3      |

| ChartsJahrescharts (2015)      | Platzierung |
| ------------------------------ | ----------- |
| Vereinigte Staaten (Billboard) | 62          |

### Auszeichnungen für Musikverkäufe
The Heart Wants What It Wants wurde weltweit mit 1× Silber, 2× Gold, 11× Platin und 1× Diamant ausgezeichnet. Damit wurde die Single laut Auszeichnungen mehr als 4,9 Millionen Mal verkauft. 
| Land/Region                  | Auszeichnungen für Musikverkäufe (Land/Region, Auszeichnung, Verkäufe) | Verkäufe  |
| ---------------------------- | ---------------------------------------------------------------------- | --------- |
| Australien (ARIA)            | Platin                                                                 | 70.000    |
| Brasilien (PMB)              | Diamant                                                                | 250.000   |
| Dänemark (IFPI)              | Platin                                                                 | 90.000    |
| Italien (FIMI)               | Gold                                                                   | 25.000    |
| Kanada (MC)                  | Platin                                                                 | 80.000    |
| Neuseeland (RMNZ)            | Platin                                                                 | 30.000    |
| Norwegen (IFPI)              | 4× Platin                                                              | 240.000   |
| Schweden (IFPI)              | Gold                                                                   | 20.000    |
| Vereinigte Staaten (RIAA)    | 4× Platin                                                              | 4.000.000 |
| Vereinigtes Königreich (BPI) | Silber                                                                 | 200.000   |
| Insgesamt                    | 1× Silber · 2× Gold · 12× Platin · 1× Diamant ·                        | 5.005.000 |

Hauptartikel: Selena Gomez/Auszeichnungen für Musikverkäufe